# Kernfasewisseling
Kernfasewisseling, ook wel: cytologische afwisseling van kernfasen is bij meercellige eukaryoten met een geslachtelijke voortplanting het aspect van de levenscyclus dat betrekking heeft op de ploïdiegraad: de afwisseling van een haplofase (haploïde kernfase) en een diplofase (diploïde kernfase).

## Afwisseling van kernfases en generatiewisseling

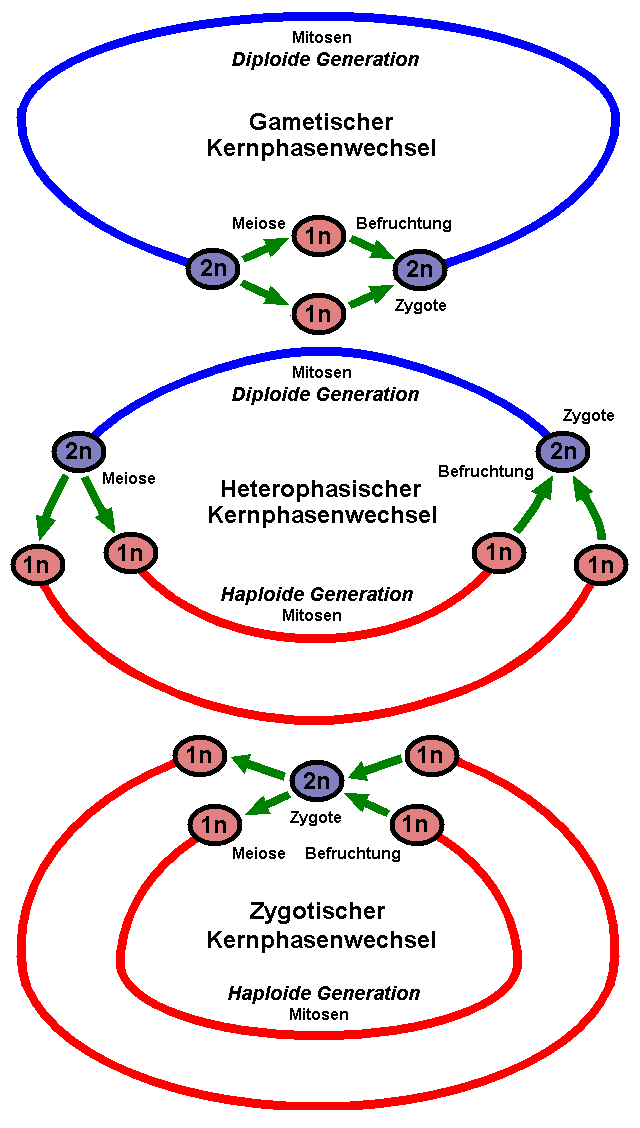
Voorbeelden van kernfasewisseling:
A diplonten met gametische meiose en een eenhuizige diploïde generatie
B diplohaplonten met sporische meiose en een tweehuizige haploïde generatie
C haplonten met zygotische meiose

Een kernfase wordt gevormd door een of twee aaneensluitende generaties met de voortplantingscellen van gelijke ploïdiegraad. Haplofase is de haploïde kernfase, diplofase is de diploïde kernfase.
Bij zich ongeslachtelijk voortplantende organismen kan de ploïdiegraad zich echter niet wijzigen en is er maar één kernfase.
Vaak worden de termen levenscyclus en generatiewisseling zonder onderscheid gebruikt, en wordt er meestal gedoeld op kernfasewisseling. Het begrip wordt vooral gebruikt in de plantkunde in de oude, zeer ruime omgrenzing bij algen, schimmels en planten.
Bij de vorming van de diploïde zygote versmelten 2 haploïde gameten (plasmogamie) en hun celkernen (karyogamie), waarbij het aantal chromosomen in de nieuwe kern het dubbele aantal (2n) wordt van dat van de gameten (1n).
Bij de meiose (reductiedeling, rijpingsdeling) wordt in de sporen het aantal chromosomen (hier ook meiosporen genoemd) teruggebracht tot het oorspronkelijke haploïde aantal. De meiose kan plaatsvinden op verschillende momenten in de levenscyclus ten opzichte van versmelting van de gameten:
- Haplonten hebben alleen een haplofase met een zygotische meiose, waarbij de diploïde zygote direct weer meiose ondergaat, waarna zich een haploïde gametofyt ontwikkelt. Er is dus geen diploïde generatie. Een dergelijke levenscyclus wordt haplofasische cyclus of zygotische cyclus genoemd.
- Diplonten hebben alleen een diplofase met een gametische meiose, waarbij de gameten meiotisch gevormd worden door de diploïde generatie, die na de bevruchting zich uit de zygote gegroeid is. Er is dus geen haploïde generatie te onderscheiden. Een dergelijke levenscyclus wordt diplofasische cyclus of gametische cyclus genoemd.
- Diplohaplonten hebben een afwisseling van diplofase en haplofase, met een sporische meiose of intermediaire meiose, waarbij de diploïde sporofyt door meiose de haploïde (meio)sporen vormt. Er is een zowel een diploïde generatie als een haploïde generatie te onderscheiden. Een dergelijke levenscyclus wordt heterofasische cyclus of diplohaplofasische cyclus genoemd.

### Schematisch overzicht kernfasewisseling
De schematische samenvatting laat het verband zien tussen de (cytologische) kernfasewisseling en de (morfologische) generatiewisseling.
Om de typen cytologische kernfasewisseling aan te geven zijn er verschillende (soms door elkaar gebruikte) terminologieën, afhankelijk van het centraal gestelde verschijnsel: het type organisme op grond van de kernfasewisseling, de aard van de levenscyclus of het type meiose.
Bij de typologie van de morfologische generatiewisseling staan het aantal generaties (een, twee of drie) en de onderverdeling in typen van generaties centraal.
In het samenvattende overzicht worden de cytologische kernfasewisseling (als kommen) en de morfologische generatiewisseling (als rijen) gecombineerd weergegeven.
| Biologische levenscycli bij meercellige organismen met geslachtelijke voortplanting | Biologische levenscycli bij meercellige organismen met geslachtelijke voortplanting | Biologische levenscycli bij meercellige organismen met geslachtelijke voortplanting | Biologische levenscycli bij meercellige organismen met geslachtelijke voortplanting | Biologische levenscycli bij meercellige organismen met geslachtelijke voortplanting                                                        |
|                                                                                     |                                                                                     | Cytologische kernfasewisseling                                                      | Cytologische kernfasewisseling                                                      | Cytologische kernfasewisseling |
| Type organisme →                                                                    | Type organisme →                                                                    | Haplont                                                                             | Diplont                                                                             | Diplohaplont = Haplodiplont |
| ----------------------------------------------------------------------------------- | ----------------------------------------------------------------------------------- | ----------------------------------------------------------------------------------- | ----------------------------------------------------------------------------------- | --- |
| Kernfase; Kernfasewisseling →                                                       | Kernfase; Kernfasewisseling →                                                       | Haplofase; Haplofasisch                                                             | Diplofase; Diplofasisch                                                             | Afwisseling haplofase ↔ diplofase; Diplohaplofasisch = Heterofasisch                                                                       |
| Meiose moment →                                                                     | Meiose moment →                                                                     | Zygotisch                                                                           | Gametisch                                                                           | Sporisch = Intermediair |
| Morfo- logische generatie- wisseling                                                | Monogenetisch: (monofasisch)                                                        | Monogenetische haplont                                                              | Monogenetische diplont                                                              | |
| Morfo- logische generatie- wisseling                                                | Digenetisch: (difasisch)                                                            |                                                                                     | Digenetische diplont                                                                | Digenetische diplohaplonten \| Isomorf, isospoor \| ↓ Heteromorf ↓ \| ↓ Heteromorf ↓ \| \| Isomorf, isospoor \| isospoor \| heterospoor \| |
| Morfo- logische generatie- wisseling                                                | Trigenetisch: (trifasisch)                                                          |                                                                                     |                                                                                     | Trigenetische diplohaplont |
| Isomorf, isospoor                                                                   | ↓ Heteromorf ↓                                                                      | ↓ Heteromorf ↓                                                                      |                                                                                     | |
| Isomorf, isospoor                                                                   | isospoor                                                                            | heterospoor                                                                         |                                                                                     | |

## Haplonten
Haplonten zijn organismen met een haplofasische cyclus: de meiose vindt direct na de vorming van de diploïde zygote plaats. Men spreekt hier ook wel van zygotische meiose. Hierbij wordt een haploïde generatie gevormd door de gametofyt, die de gameten produceert. Bij dit type cyclus is er geen sprake van afwisseling van generaties, omdat er alleen een haploïde generatie is. De diploïde fase bestaat alleen uit de zygote. Voorbeelden zijn te vinden bij veel algen (Dinophyta, diverse Heterokontophyta en Chlorophyta), slijmzwammen (Acrasiomycota) en bepaalde schimmels (Zygomycota en diverse Chytridiomycota en Ascomycota).

## Diplonten

### Monogenetische cyclus
Diplonten zijn organismen, die een diplofasische cyclus hebben, waarbij de meiose direct vóór de bevruchting (dus bij de vorming van de gameten) plaatsvindt. Men spreekt hier ook wel van gametische meiose. Bij dit type cyclus is er geen sprake van afwisseling van generaties: er is alleen een diploïde generatie en alleen de gameten vormen. Voorbeelden zijn te vinden bij verschillende algen van de divisies Heterokontophyta en Groenwieren (Chlorophyta), evenals bij de schimmels, Oomycota en enkele Ascomycota.
Ook dieren hebben een monogenetische, diplofasische levenscyclus:

### Digenetische cyclus
In het volgende geval levert de sporofyt door mitose de mitosporen (door mitose gevormde sporen), waaruit de diploïde gametofyt zich ontwikkelt. De gametofyt vormt door meiose de haploïde gameten. Dit type komt voor bij enkele groenwieren, zoals Cladophora glomerata (Chlorophyta).

## Diplohaplonten
Bij diplohaplonten zijn organismen met een diplohaplofasische of heterofasische cyclus, waarbij de meiose ongeveer in het midden van de cyclus optreedt, met de meiosporen als het onmiddellijke product. Men spreekt hier van intermediaire of sporische meiose. Er is dus een afwisseling van een diploïde fase en een haploïde fase, en een afwisseling van ten minste één diploïde generatie met een haploïde generatie.

### Digenetische cyclus
Van dit type cyclus zijn er talloze voorbeelden, zoals organismen met een digenetische cyclus als veel algen (o.a. Heterokontophyta, groenwieren en alle roodwieren), en alle mossen, levermossen, hauwmossen, varens en vaatplanten.
Er is een variatie in de relatieve dominantie van de generaties: bij mossen, levermossen en hauwmossen is de haploïde generatie (de gametofyt) dominant en zijn de somatische cellen dus haploïde, maar bij varens en vaatplanten is de diploïde generatie (de sporofyt) het best ontwikkeld, leeft het langst en zijn de somatische cellen diploïde. Bij veel varens kunnen beide generaties onafhankelijk van elkaar leven, waarbij de gametofyt zwakker is ontwikkeld.

### Trigenetische cyclus
Bij de trigenetische cyclus van roodwieren (Rhodophyta) bestaat de diploïde fase uit opeenvolgend de carposporofyt die door mitose de carposporen vormt, en de hieruit gevormde meiosporofyt, die door reductiedeling de meiosporen vormt.

## Voorbeelden van kernfasewisseling en generatiewisseling
| Biologische levenscyclus bij algen, schimmels en planten                           |                                                                            | | |                                                                      |                                                  |
| Cytologische kernfase wisseling                                                    | Morfologische generatiewisseling                                           | Morfologische generatiewisseling                                                                       | Morfologische generatiewisseling | Morfologische generatiewisseling                                     | Morfologische generatiewisseling                 |
| Cytologische kernfase wisseling                                                    | Monogenetische cyclus (met 1 generatie)                                    | Digenetische cyclus (met 2 generaties)                                                                 | Digenetische cyclus (met 2 generaties) | Digenetische cyclus (met 2 generaties)                               | Trigenetische cyclus (met 3 generaties)          |
| Cytologische kernfase wisseling                                                    | Monogenetische cyclus (met 1 generatie)                                    | Isomorfe digenetische cyclus                                                                           | Heteromorfe digenetische cyclus met dominante | Heteromorfe digenetische cyclus met dominante                        | Trigenetische cyclus (met 3 generaties)          |
| Cytologische kernfase wisseling                                                    | Monogenetische cyclus (met 1 generatie)                                    | Isomorfe digenetische cyclus                                                                           | gametofyt: | sporofyt:                                                            | Trigenetische cyclus (met 3 generaties)          |
| Haplont met haplofasische cyclus, en zygotische meiose                             | - Dinophyta (dinoflagellaten) - Xanthophyta - Chrysophyta                  | | |                                                                      |                                                  |
| Haplont met haplofasische cyclus, en zygotische meiose                             | - Chlorophyta (groenwieren) p.p. - Prasinophyta - Charophyta (kranswieren) | | |                                                                      |                                                  |
| Haplont met haplofasische cyclus, en zygotische meiose                             | - Acrasiomycota - Chytridiomycota p.p. - Zygomycota - Ascomycota p.p.      | | |                                                                      |                                                  |
| Diplont met diplofasische cyclus, en gametische meiose                             | - Bacillariophyta (diatomeeën) - Phaeophyta p.p.                           | | |                                                                      |                                                  |
| Diplont met diplofasische cyclus, en gametische meiose                             | - Chlorophyta (groenwieren) p.p.                                           | - Cladophora glomerata (groenwieren)                                                                   | |                                                                      |                                                  |
| Diplont met diplofasische cyclus, en gametische meiose                             | - Oomycota (waterschimmels) - Ascomycota p.p.                              | | |                                                                      |                                                  |
| Diplohaplont met diplohaplo- fasische cyclus, en intermediaire of sporische meiose |                                                                            | - Phaeohyta (bruinwieren) p.p.                                                                         | - Phaeohyta (bruinwieren) p.p. | - Phaeohyta (bruinwieren) p.p.                                       |                                                  |
| Diplohaplont met diplohaplo- fasische cyclus, en intermediaire of sporische meiose | - Prasiola stipitata (groenwier)                                           | - Chlorophyta (groenwieren) p.p.                                                                       | - Chlorophyta (groenwieren) p.p. | - Chlorophyta (groenwieren) p.p.                                     |                                                  |
| Diplohaplont met diplohaplo- fasische cyclus, en intermediaire of sporische meiose |                                                                            | | - Rhodophyta (roodwieren) p.p. - Bangiophyceae |                                                                      | - Rhodophyta (roodwieren) p.p. - Florideophyceae |
| Diplohaplont met diplohaplo- fasische cyclus, en intermediaire of sporische meiose | - Plasmodiophoromycota - Chytridiomycota p.p. - Ascomycota p.p.            | | - Myxomycota - Chytridiomycota p.p. | - Ascomycota p.p. - Taphrinomycetes - Pezizomycotina - Basidiomycota |                                                  |
| Diplohaplont met diplohaplo- fasische cyclus, en intermediaire of sporische meiose |                                                                            | "mossen": - Bryophyta ('echte' mossen) - Marchantiophyta (levermossen) - Anthocerotophyta (hauwmossen) | - Lycopsida - Pteropsida (varens) - Psilotopsida - Ophioglossales - Psilotales - Equisetopsida - Marattiopsida - Polypodiopsida - Spermatophyta - Cycadopsida - Ginkgoales - Gnetales - Pinales - Angiospermae |                                                                      |                                                  |

## Samenvattend overzicht
| ← | bevruch- ting | B! { |

| →R! | zygotische meiose | → |

| ← | bevruch- ting | B! { |

| →R! | zygotische meiose | → |

| ← | bevruch- ting | B! { | ← ← |

| →R! | gametische meiose | → → |

| ← | bevruch- ting | B! { | ← ← |

| →R! | gametische meiose | → → |

| ← | bevruch- ting | B! { | ← ← |

| →R! | gametische meiose | → → |

| ← | bevruch- ting | B! { | ← ← |

| →R! | gametische meiose | → → |

| ← | bevruch- ting | B! { | ← ← |

| →R! | sporische (intermediaire) meiose | → |

| ← | bevruch- ting | B! { | ← ← |

| →R! | sporische (intermediaire) meiose | → |

| ← | bevruch- ting | B! { | ← ← |

| →R! | sporische (intermediaire) meiose | → |

| ← | bevruch- ting | B! { | ← ← |

| →R! | sporische (intermediaire) meiose | → |